# 袁天秩
袁天秩，河南睢州人。清朝政治人物，同進士出身。

## 生平
崇禎十六年（1643年），河南補行壬午科鄉試，袁天秩中式第十一名舉人。明亡仕清，於順治三年（1646年）登進士。授山東萊州府推官。